# Vĩnh Lập
Vĩnh Lập là một xã thuộc huyện Thanh Hà, tỉnh Hải Dương, Việt Nam. Xã cách trung tâm huyện Thanh Hà 15 km, cách thành phố Hải Dương 30 km về phía tây và cách trung tâm thành phố Hải Phòng 15 km về phía Đông. Phía Bắc giáp xã Thanh Cường, Thanh Hồng cùng huyện và xã Quang Hưng huyện An Lão thành phố Hải Phòng, phía Đông giáp xã Quang Trung huyện An Lão thành phố Hải Phòng (ranh giới tự nhiên là sông Văn Úc), phía Tây giáp xã An Thanh huyện Tứ Kỳ tỉnh Hải Dương (ranh giới tự nhiên là sông Thái Bình) và phía Nam giáp xã Đại Thắng huyện Tiên Lãng thành phố Hải Phòng (ranh giới tự nhiên là sông Mía).
hiện tại hợp với xã thanh cường thành xã vĩnh cường

## Hành chính
Xã được chia thành bốn thôn: Tú Y, Kiên Nhuệ, Thuần Mỹ và Thiệu Mỹ. Trong đó thôn Tú Y là thôn rộng nhất.Đến năm 2015 đã có 4/4 thôn đạt danh hiệu công nhận là thôn văn hóa.
Xã được hình thành từ việc hợp nhất 4 xã (tương đương làng): Tú Y, Kiên Nhuệ (thuộc tổng Hệ Vĩnh) và Thuần Mỹ, Thiệu Mỹ (thuộc tổng Lập Lễ) từ sau Cách mạng tháng Tám với tên gọi chung là xã Vĩnh Lập. Vĩnh Lập có diện tích tự nhiên 6,56 km² và khoảng hơn 5000 dân (6/2015).

## Cơ sở hạ tầng
Xã có 1 trường Trung học cơ sở, 1 trường Tiểu học và 1 trường Mầm non, Cả ba trường đều đạt chuẩn Quốc gia mức độ 1, trạm Y tế xã đạt chuẩn Quốc gia. Tỉ lệ trẻ em đến trường đúng độ tuổi đạt 98,7%.
Trên địa bàn xã có đường tỉnh lộ 390A và tuyến đường cao tốc Hà Nội - Hải Phòng (đường 5B) chạy qua chia xã làm hai phần. Toàn bộ đường giao thông trong xã đã được bê tông hóa. Hệ thống giao thông đường thủy khá thuận lợi với các con sông chính như: sông Văn Úc, sông Thái Bình, sông Mía cùng các bến đò: Đò Tú sang An Lão, Hải Phòng (cách đường 10 hơn 1 km), đò Mía sang Tiên Lãng - Hải Phòng (cách đường 10 hơn 2 km). Tuyến xe bus 01 và 02 Hải Dương - Thanh Hà có điểm xuất phát sáng đi là xã Vĩnh Lập.

## Kinh tế
Vĩnh Lập là một xã thuần nông với cây trồng chủ yếu là lúa và vải. Gần đây có thêm một số cơ sở sản xuất đồ dùng gia dụng, may mặc trên địa bàn xã, tạo ra việc làm và thu nhập cho một bộ phận lao động của xã và các xã bên cạnh. Xã cũng được biết đến với nhiều đặc sản như: rươi, mắm cáy, cà ra, vải thiều....Thu nhập bình quân đầu người khoảng 31.800.000 đ/người/năm

## Danh thắng - Du lịch
Trên địa bàn xã còn có rất nhiều công trình kiến trúc đẹp có giá trị văn hóa lịch sử như: chùa Dương Vân, chùa Kiên Giang, nhà thờ giáo họ Thuần Mỹ, đặc biệt di tích Đình và Chùa Thiệu đã được xếp hạng di tích lịch sử cấp quốc gia,....
Đình Thiệu Mỹ thờ 3 vị Thành hoàng làng là tướng nhà Đinh: Đặng Chân (Đức Thánh Phụ), Đặng Trí (Đức Thánh Tử) và Trịnh Thị Khang (Đức Thánh Mẫu) từng có công giúp Đinh Bộ Lĩnh dẹp loạn 12 sứ quân thống nhất đất nước Đại Cồ Việt vào thế kỉ 10.